# Anaïs Demoustier

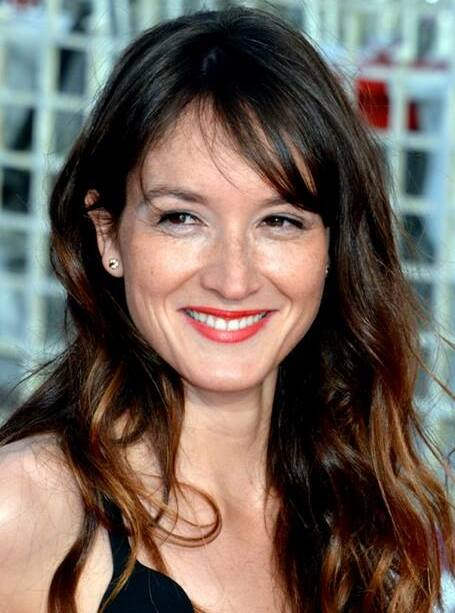
Anaïs Demoustier (2018)

Anaïs Demoustier (* 29. September 1987 in Lille) ist eine französische Schauspielerin.

## Leben
Anaïs Demoustier wurde 2003 von Michael Haneke für seinen Film Wolfzeit entdeckt. Nach den Dreharbeiten entschied sie sich endgültig für den Beruf der Schauspielerin und nahm Schauspielunterricht in Lille und New York. Ihre nächste Spielfilmrolle übernahm sie 2005 in Raphaël Jacoulots Film Barrage. Die größten bisherigen Erfolge hatte sie mit den Filmen Das schöne Mädchen (2008) von Christophe Honoré und Wir sind alle erwachsen (2008) von Anne Novion. Für ihre Hauptrolle in Wir sind alle erwachsen wurde sie für einen César in der Kategorie Beste Nachwuchsdarstellerin nominiert. Bei den Internationalen Filmfestspielen Berlin 2010 wurde sie mit dem Europäischen Shooting Star ausgezeichnet. Für die weibliche Hauptrolle in Isabelle Czajkas Drama D’amour et d’eau fraîche (2010) erhielt sie 2011 erneut eine César-Nominierung als Beste Nachwuchsdarstellerin. Im selben Jahr gewann sie für ihre Leistung in Belle épine den Romy-Schneider-Preis. Für ihre Darstellung in Alice oder Die Bescheidenheit erhielt sie 2020 schließlich den César als Beste Hauptdarstellerin.
Beim Filmfestival von Cannes 2023 wurde sie als Jurypräsidentin für die Vergabe der Caméra d’Or berufen.

## Filmografie (Auswahl)
- 2000: Le monde de Marty
- 2003: Fremde Nachbarn
- 2003: Wolfzeit (Le temps du loup)
- 2005: Barrage
- 2006: L’année suivante
- 2007: Hellphone
- 2007: Le prix à payer
- 2007: Cycles (Les murs porteurs)
- 2007: P.J. (TV-Serie, Episode 11x07)
- 2007: Reporters (TV-Serie, Episode 1x02)
- 2008: Das schöne Mädchen (La belle personne)
- 2008: Wir sind alle erwachsen (Les grandes personnes)
- 2008: Reich mir deine Hand (Donne-moi la main)
- 2009: Agatha Christie: Kleine Morde/Mörderische Spiele (Les Petits Meurtres d’Agatha Christie, TV-Serie, Episode 1x03)
- 2009: Sois sage
- 2010: George et Fanchette (TV)
- 2010: Monsieur l'abbé (TV)
- 2010: Fracture (TV)
- 2010: Dans la jungle des villes (Kurzfilm)
- 2010: L’enfance du mal
- 2010: Belle épine
- 2010: La tête ailleurs
- 2010: D’amour et d’eau fraîche
- 2011: Der Schnee am Kilimandscharo (Les neiges du Kilimandjaro)
- 2011: L’hiver dernier
- 2011: Das bessere Leben (Elles)
- 2012: Thérèse (Thérèse Desqueyroux)
- 2012: Il était une foi
- 2012: Zu gut für diese Welt (La joie de vivre, TV)
- 2013: Quai d’Orsay
- 2013: Loulou, l’incroyable secret (Stimme)
- 2014: Situation amoureuse: C’est compliqué
- 2014: Bird People
- 2014: Sehnsucht nach Paris (La ritournelle)
- 2014: Café Olympique – Ein Geburtstag in Marseille (Au fil d’Ariane)
- 2014: Eine neue Freundin (Une nouvelle amie)
- 2015: Caprice
- 2015: Dämonen (Démons) (TV)
- 2015: Marguerite et Julien
- 2015: À trois on y va
- 2016: Das Mädchen ohne Hände (La jeune fille sans mains, Stimme)
- 2016: Les malheurs de Sophie
- 2017: Das Haus am Meer (La Villa)
- 2017: Morgen und an jedem anderen Tag (Demain et tous les autres jours)
- 2017: Die Neiderin (Jalouse)
- 2017: Cornélius, le meunier hurlant
- 2017: Paris etc (TV-Serie, 12 Episoden)
- 2018: Pauline asservie (Kurzfilm)
- 2018: Die Wache (Au poste!)
- 2018: Sauver ou périr
- 2018: Father and Sons (Deux fils)
- 2019: Gloria Mundi – Rückkehr nach Marseille (Gloria Mundi)
- 2019: Alice oder Die Bescheidenheit (Alice et le maire)
- 2019: La fille au bracelet
- 2020: La pièce rapportée
- 2020: Calls (TV-Serie, 5 Episoden)
- 2021: Der Sommer mit Anaïs (Les amours d’Anaïs)
- 2021: Chère Léa
- 2022: Coma (Stimme)
- 2022: Unglaublich, aber wahr (Incroyable mais vrai)
- 2022: Smoking Causes Coughing (Fumer fait tousser)
- 2022: November (Novembre)
- 2023: Das Tier im Dschungel (La Bête dans la jungle)
- 2023: Le temps d’aimer
- 2023: Daaaaaalí!
- 2024: Der Graf von Monte Christo (Le Comte de Monte-Cristo)
- 2024: Leurs enfants après eux
- 2025: Asterix & Obelix: Der Kampf der Häuptlinge (Astérix & Obélix – Le Combat des Chefs, TV-Serie, Stimme)

## Auszeichnungen
- 2009: César-Nominierung, Beste Nachwuchsdarstellerin, für Wir sind alle erwachsen
- 2010: Preis als Beste Darstellerin, Internationales Filmfestival Karlovy Vary, für L’enfance du mal
- 2011: César-Nominierung, Beste Nachwuchsdarstellerin, für D’amour et d’eau fraîche
- 2011: Romy-Schneider-Preis
- 2011: Suzanne Bianchetti Award der SACD Awards
- 2012: Étoile d’Or, Beste Nachwuchsdarstellerin, für Der Schnee am Kilimandscharo
- 2020: César, Beste Hauptdarstellerin, für Alice oder Die Bescheidenheit
- 2020: Officier de l’Ordre des Arts et des Lettres (Offizierskreuz des Ordens der Künste und der Literatur)